# سكوت تايلور
سكوت تايلور (بالإنجليزية: Scott Taylor)‏ (23 نوفمبر 1970 ببورتسموث في المملكة المتحدة - ) هو لاعب كرة قدم بريطاني في مركز الوسط. لعب مع ليستر سيتي ونادي ريدنغ ووولفرهامبتون واندررز ونادي هايز ونادي كامبريدج ستي.

## وصلات خارجية
- سكوت تايلور على موقع قاعدة بيانات كرة القدم.إي يو (الإنجليزية)
- سكوت تايلور على موقع Soccerbase.com (لاعب) (الإنجليزية)
- سكوت تايلور على موقع عالم كرة القدم.نت (الإنجليزية)